# Рибариця (Ловецька область)
Риба́риця (болг. Рибарица) — село в Ловецькій області Болгарії. Входить до складу общини Тетевен.

## Населення
За даними перепису населення 2011 року у селі проживали 1130 осіб.
Національний склад населення села:
| Національність   | Кількість осіб | Відсоток |
| ---------------- | -------------- | -------- |
| болгари          | 1107           | 99,6%    |
| турки            | 0              | 0%       |
| цигани           | 0              | 0%       |
| інша             | 4              | 0,4%     |
| не визначились   | 0              | 0%       |
| Всього відповіли | 1111           |          |

Розподіл населення за віком у 2011 році:
Динаміка населення: